# 1998 VK30
1998 VK30 är en asteroid i huvudbältet som upptäcktes den 10 november 1998 av LINEAR i Socorro County, New Mexico.
Asteroiden har en diameter på ungefär 4 kilometer och den tillhör asteroidgruppen Koronis.